# Kleinheubach
Kleinheubach ist ein Markt im unterfränkischen Landkreis Miltenberg.

## Geografie

### Geografische Lage
Die Gemeinde liegt zwischen Spessart und Odenwald im Maintal am Westufer des Mains gegenüber von Großheubach. Der topographisch höchste Punkt der Gemeindegemarkung befindet sich mit 418 m ü. NHN am Gipfel des Berges „Auf der Höhe“, westlich von Kleinheubach, der niedrigste liegt im Main auf 120,5 m ü. NHN.

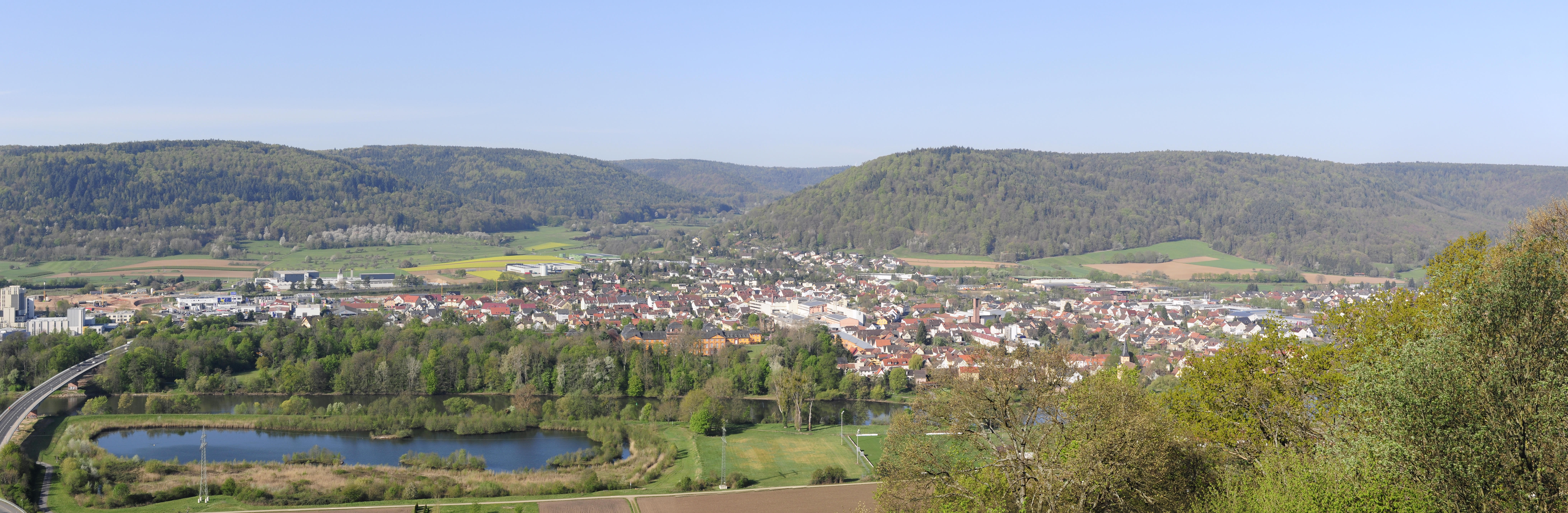
Blick auf Kleinheubach vom gegenüberliegenden Kloster Engelberg aus, im Vordergrund der Main

### Ausdehnung des Ortsgebiets
Die Gemarkung umfasst 949 Hektar; außer dem Hauptort gibt es keine weiteren Gemeindeteile. Vom Gemeindegebiet sind 497 Hektar Wald (52,4 %), 169 Hektar Landwirtschaftsfläche (17,8 %) und 239 Hektar Siedlungs- und Verkehrsfläche (25,2 %). Diese Angaben entsprechen dem Stand Ende Dezember 2022. Der Anteil der Siedlungs- und Verkehrsfläche ist seit 1980 von 15,7 % auf 25,2 % gestiegen.

### Nachbargemeinden
Mit den Nachbargemeinden Laudenbach (im Nordwesten) und Rüdenau (im Westen) bildet Kleinheubach seit 1976 freiwillig eine Verwaltungsgemeinschaft. Am gegenüberliegenden, östlichen Mainufer liegt Großheubach. Im Süden und Südosten grenzt Kleinheubach an die Kreisstadt Miltenberg an.
Gemeinsam mit Großheubach bildet Kleinheubach seit Mai 2010 ein Unterzentrum, das so genannte Doppelzentrum Heubach.

## Name

### Etymologie
Seinen Namen hat Kleinheubach vom Heubach, welcher dem Main in Großheubach zufließt. Der Zusatz Klein sollte den Ort vom gleichnamigen Ort auf der gegenüberliegenden Mainseite unterscheiden.

### Frühere Schreibweisen
Frühere Schreibweisen des Ortes aus diversen historischen Karten und Urkunden:
| - 1281 Heidebach - 1335 Heydbach - 1420 kleinen Heydebach - 1465 Kleinheippach | - 1491 Cleinheydbach - 1521 Kleyn Heupach - 1819 Kleinheubach - 1862 Klein-Heubach |

## Geschichte

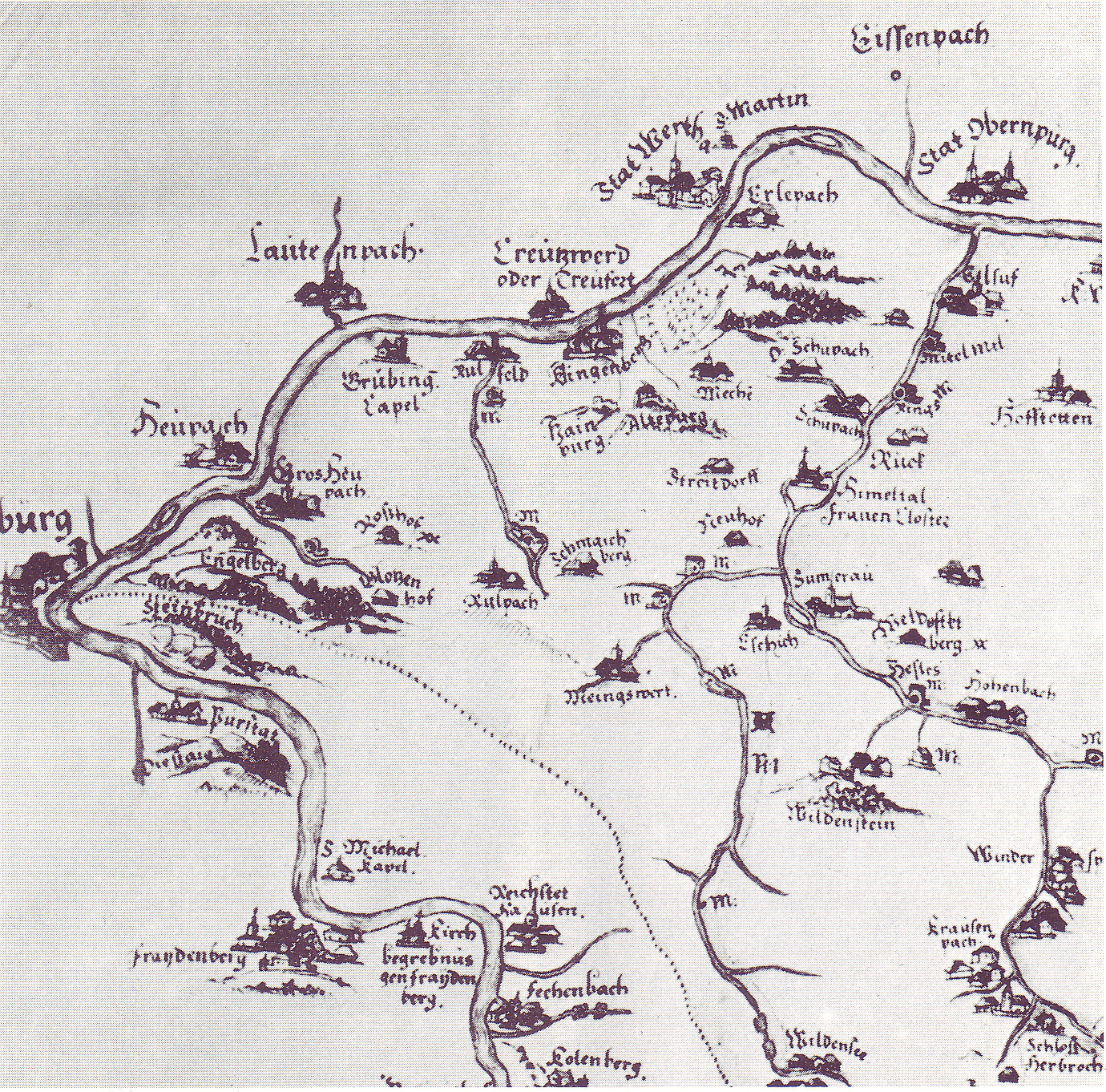
Kleinheubach („Heubach“) in der Spessartkarte von Paul Pfinzing von 1594 (Norden ist rechts)

### Von der Frühzeit bis zum Spätmittelalter
Grabungsfunde aus der Altsteinzeit im benachbarten Großheubach belegen eine Besiedlung der Gegend in früher Zeit. In Kleinheubach wurden Begräbnisstätten der Urnenfelderkultur gefunden. Reste einer Villa rustica und des nahegelegenen römischen Kastells Miltenberg-Altstadt zeigen Besiedelung in römischer Zeit.
Kleinheubach lag an der alten Geleitstraße Nürnberg–Frankfurt. Eine Furt durch den Main ermöglichte einen Anschluss an den Eselsweg von Großheubach nach Schlüchtern.
Ob es sich bei dem in einer Urkunde aus dem Jahr 877 erwähnten "Heydebah" um Kleinheubach handelt, ist umstritten.
Kleinheubach war die Nachbarsiedlung der Stadt Wallhausen, die bis 1247 bestand. Wallhausen war auf den Ruinen des Römerkastells Altstadt an der heutigen Grenze von Kleinheubach und Miltenberg entstanden, nachdem die Franken im 3. Jahrhundert nach dem Alemannensturm das Maintal erobert hatten. Mit dem Untergang Wallhausens begann der wirtschaftliche und politische Aufstieg von Kleinheubach.
Der Ort war Königsgut und wurde von Pfalzgrafen verwaltet.

### Vom Spätmittelalter bis in die Neuzeit

#### Herrschaft der Grafen von Rieneck
Die Grafen von Rieneck erhielten Kleinheubach als Lehen. Die Anfänge der Herrschaft der Rienecker sind nicht belegt, die erste urkundlich beglaubigte Notiz über die Herrschaft der Rienecker stammt aus dem Jahr 1229.
Die Rienecker sicherten ihre Herrschaft mit einem „festen Haus“ am Kirchhof in Kleinheubach. Dieses wich 1874 dem Neubau der Schule (heute: "Alte Schule").
1455 erfolgte der Bau der Kirche, auf einem Vorgängerbau, von der noch der Kirchturm mit Fresken erhalten ist.
Graf Philipp III. von Rieneck führte 1556 in Kleinheubach die Reformation ein. Da die umliegenden Gebiete zum Herrschaftsgebiet des Kurfürstentum Mainz gehörten, war Kleinheubach über Jahrhunderte eine evangelische Enklave in katholischer Umgebung.

#### Herrschaft der Grafen von Erbach
Durch Erbfolge wurden die Grafen von Erbach 1559 neue Lehensherren. Diese bauten in Kleinheubach ihren Wohnsitz, die Georgenburg.
Kleinheubach war ab 1560 Sitz eines Zentgerichts der Grafen von Erbach. Auf einer Anhöhe über dem Main wurde 1561 ein Galgen errichtet, unter dem 1619 erstmals eine Hexenhinrichtung vollzogen wurde. Eine der ursprünglich drei Steinsäulen dieses Galgens steht heute noch.
Im Dreißigjährigen Krieg wurde Kleinheubach durch einen Großbrand am 24. April 1627 zerstört. Plündernde Soldaten hatten Feuer gelegt. Das Rathaus und 40 Wohnhäuser brannten ab. Zeitweise war der Ort beinahe unbewohnt.

##### Hexereiprozesse
Die Welle der Hexenverfolgungen in Europa am Anfang des 17. Jahrhunderts ergriff auch Kleinheubach. Den Prozessen voraus geht eine Eingabe einer großen Zahl von Kleinheubacher Bürgern am 18. Juli 1591 an den Grafen von Erbach mit der Bitte „man möge mit scharfem Ernst wider diese Unholde vorgehen, die hie und wieder groß Jammer am Mensch und Vieh und auch groß Verderbnis an Frucht und Weinbau gestiftet haben.“

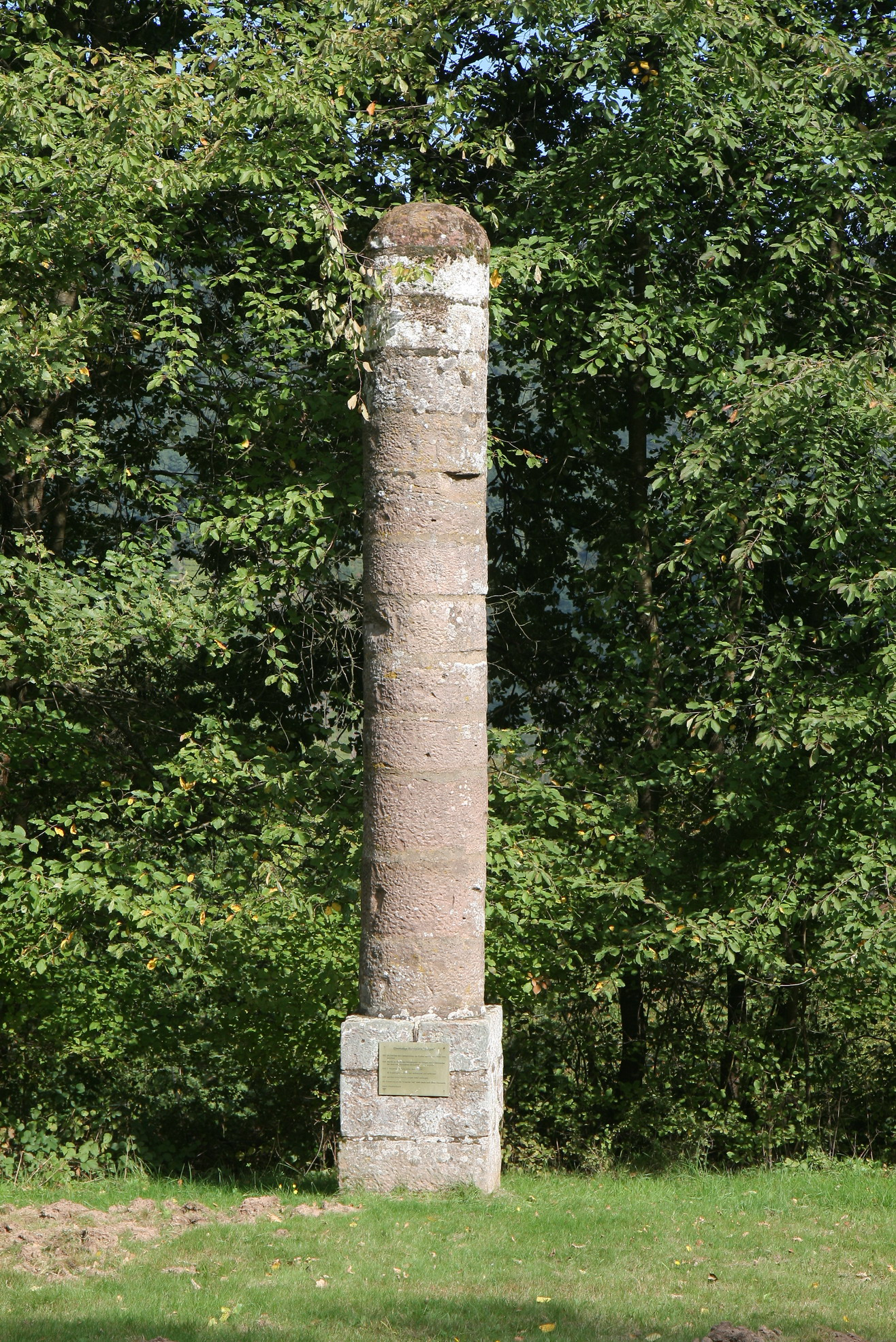
Überrest des ursprünglich dreischläfrigen Kleinheubacher Galgens

In Kleinheubach sind  in der Zeit von 1617 bis 1631 insgesamt 81 Anklagen mit dem Vorwurf der Hexerei belegt. Von diesen 81 Personen sind nachweislich 45 hingerichtet worden. 11 Personen konnten fliehen, 4 sind im Gefängnis gestorben, 7 wurden begnadigt, weitere 11 Personen sind in den Akten als hingerichtete bzw. verbrannt vermerkt ohne nähere Angaben. 49 der Angeklagten waren Frauen, 32 Männer.
Die Gerichtsbarkeit lag beim Landesherren, dem Grafen von Erbach, vertreten durch den gräflichen Amtmann.
Die Angeklagten wurden nach ihrer Verhaftung ins örtliche Gefängnis, dem „Bürgergewahrsam“ gebracht. In der Regel erstreckten sich die Prozesse über mehrere Gerichtstage. Gerichtsplatz und Bürgergewahrsam befanden sich in der Marktstraße, am Ort der heutigen Alten Schule. Hinrichtungen fanden am Galgen, zwischen Kleinheubach und Laudenbach statt.
Höhepunkt der Hexenprozesse in Kleinheubach waren die Jahre 1628 und 1629 mit insgesamt 44 Hinrichtungen.
Historischer Hintergrund der Hexenprozesse in Kleinheubach ist der Dreißigjährige Krieg, welcher in der Gegend schwere Verwüstungen anrichtete. Im Jahr 1627 wurde Kleinheubach durch abziehende Soldaten bei einem Großbrand fast vollkommen zerstört, nur wenige Häuser blieben unversehrt. Parallel zu den Prozessen in Kleinheubach gab es Prozesswellen u. a. in den Hochstiften Würzburg und Bamberg, Wertheim und im benachbarten Miltenberg. Beachtenswert ist die Dimension der Hexereiprozesse in Bezug zur Einwohnerzahl Kleinheubachs. Für das Jahr 1628 wird eine Einwohnerzahl Kleinheubachs von 370-400 Personen angenommen. In den Jahren 1628–29 starben also mehr als 10 % der Einwohner durch Hexenprozesse. Dies übertrifft Hochburgen der Hexenverfolgungen wie z. B. das Hochstift Bamberg.
Die Grafen von Erbach forderten mehrfach Rechtsgutachten der Universität Tübingen zu den Hexenprozessen in Kleinheubach an. Ein Gutachten der Universität Tübingen vom 23. Oktober 1630 kommt dabei zum Schluss, dass die Durchführung dieser Prozesse nicht rechtens sei. Auch der Zeitpunkt des Endes der Hexereiprozesse 1631 hat seine Parallelen in den umliegenden Territorien.

#### Herrschaft der Fürsten zu Löwenstein

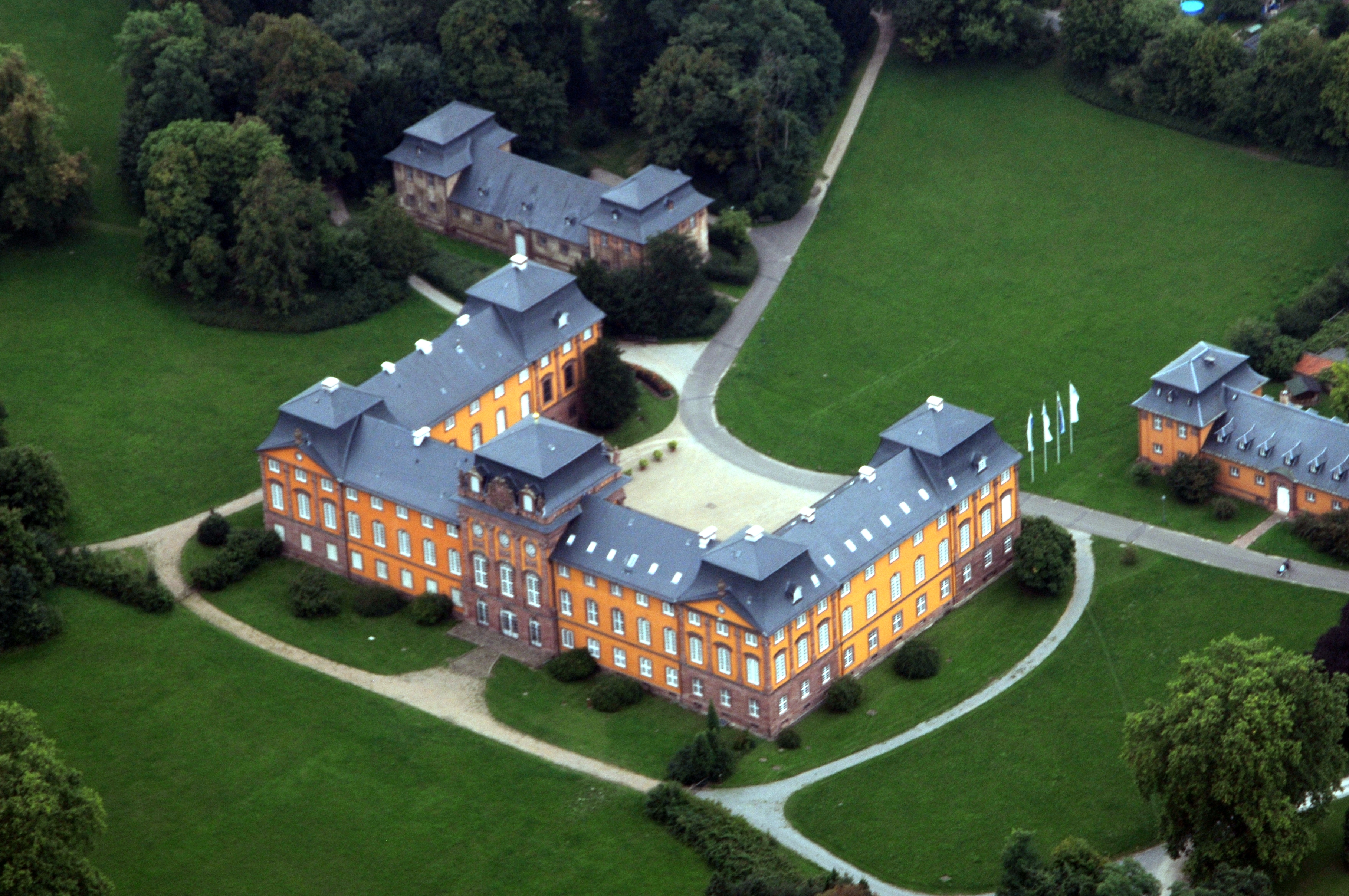
Das Schloss Kleinheubach der Fürsten zu Löwenstein-Wertheim-Rosenberg, Luftbild 2008

Fürst Dominik Marquard zu Löwenstein-Wertheim erwarb 1721 die Herrschaftsrechte über Kleinheubach für 108.000 Gulden. Er garantierte dabei den Fortbestand der lutherischen Konfession in Kleinheubach.
An Stelle der ehemaligen Georgenburg ließ er sein Schloss Schloss Löwenstein bauen.

### 19. und 20. Jahrhundert
Mit der Rheinbundakte von 1806 fiel die staatliche Hoheit über Kleinheubach dem Großherzogtum Baden zu. Im Herbst 1810 kam es zu einem Dreiecksgeschäft zwischen dem Kaiserreich Frankreich, dem Großherzogtum Hessen und dem Großherzogtum Baden. Baden stellte eigene Gebietsteile zur Disposition von Frankreich, das diese dann mit einem Staatsvertrag vom 11. November 1810 an das Großherzogtum Hessen weitergab. Das hessische Besitzergreifungspatent datiert auf den 13. November 1810 und umfasste auch das „Amt Heubach“.
Mit Staatsvertrag vom 30. Juni 1816 zwischen dem Großherzogtum Hessen und dem Königreich Bayern wurde Kleinheubach – zusammen mit dem überwiegenden Teil der Ämter Miltenberg und Amorbach – an Bayern abgetreten.
Der Bau der Maintalbahn von 1874 bis 1876 fiel in die Phase der Industrialisierung. Eine Presstuchfabrik ging im Jahr 1874 in Betrieb, eine Eisengießerei und Maschinenfabrik im Jahr 1900.
Im Jahr 1862 wurde das Bezirksamt Miltenberg gebildet, auf dessen Verwaltungsgebiet Kleinheubach lag. Wie überall im Deutschen Reich wurde 1939 die Bezeichnung Landkreis eingeführt. Kleinheubach war nun eine der 31 Gemeinden im Altkreis Miltenberg. Dieser schloss sich am 1. Juli 1972 mit dem Landkreis Obernburg am Main zum neuen Landkreis Miltenberg zusammen.
Eine Mainbrücke verbindet Kleinheubach seit 1974 mit Großheubach.
Im Rahmen der Gebietsreform schlossen sich die Gemeinden Kleinheubach, Laudenbach und Rüdenau am 1. Januar 1976 zu einer Verwaltungsgemeinschaft zusammen.

### Einwohnerentwicklung
Die Zahl der Einwohner ist seit dem Ende des Zweiten Weltkrieges in zwei Phasen sprunghaft gestiegen. Durch die Eingliederung der Heimatvertriebenen nach 1945 wuchs die Bevölkerung um etwa die Hälfte. Neubaugebiete sorgten vor allem zwischen 1987 und 1999 für einen weiteren Anstieg.
| Stichtag           | Einwohner |
| ------------------ | --------- |
| 1. Dezember 1840   | 1605      |
| 1. Dezember 1871   | 1390      |
| 1. Dezember 1900   | 1461      |
| 16. Juni 1925      | 1494      |
| 17. Mai 1939       | 1501      |
| 13. September 1950 | 2270      |
| 6. Juni 1961       | 2335      |
| 27. Mai 1970       | 2689      |

| Stichtag          | Einwohner |
| ----------------- | --------- |
| 25. Mai 1987      | 2761      |
| 31. Dezember 1991 | 3125      |
| 31. Dezember 1995 | 3320      |
| 31. Dezember 2000 | 3480      |
| 30. Juni 2005     | 3471      |
| 31. Dezember 2010 | 3522      |
| 31. Dezember 2015 | 3657      |
| 31. Dezember 2016 | 3693      |

(Die Angaben bis einschließlich 1987 basieren auf Volkszählungen.)
Im Zeitraum 1988 bis 2018 stieg die Einwohnerzahl von 2857 auf 3769 um 912 Einwohner bzw. um 31,9 %.
Quelle: BayLfStat

## Religionen

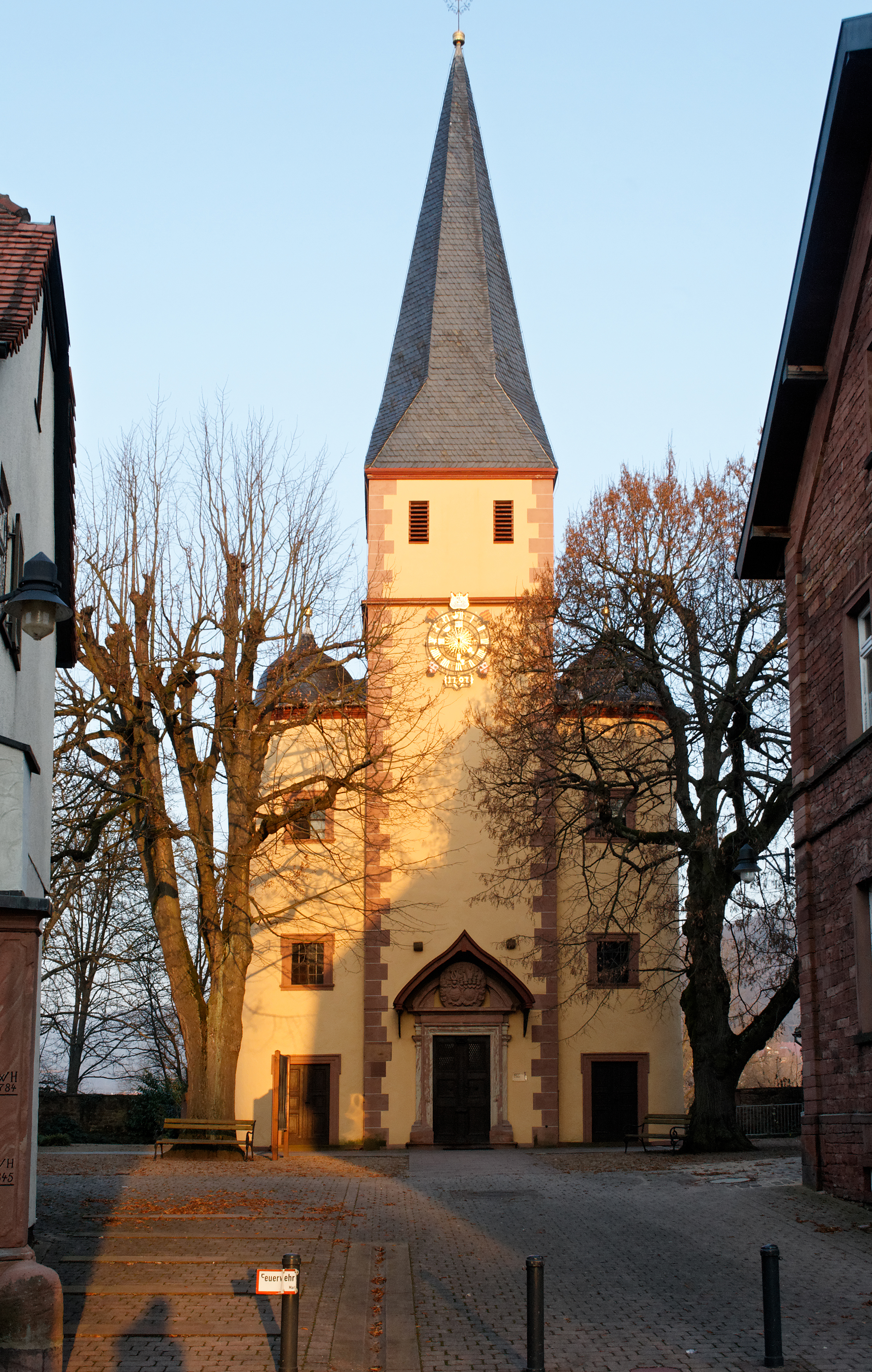
Evangelische Pfarrkirche St. Martin

In Kleinheubach gibt es eine römisch-katholische und eine evangelisch-lutherische Kirchengemeinde. Beide unterhalten jeweils eine Kirche, ein Gemeindehaus und einen Friedhof. Die katholische Kirchengemeinde unterhält zudem einen Kindergarten und die evangelische Kirchengemeinde eine öffentliche Bücherei. Nach dem Ergebnis der Volkszählung 1987 waren 52,7 Prozent der Einwohner katholisch und 36,1 Prozent evangelisch.
Im Zuge der Reformation wurde Kleinheubach, sowie die zur Pfarrei gehörenden Dörfer Rüdenau und Breitendiel, im Jahr 1556 evangelisch, während die Ortschaften der Umgebung beim katholischen Glauben blieben.  Im Verlauf der Gegenreformation kehrten Rüdenau und Breitendiel wieder zum alten Glauben zurück, sodass sich für Kleinheubach die Situation einer kleinen evangelischen Enklave in katholischem Umfeld ergab. Als 1721 das katholische Fürstenhaus zu Löwenstein-Wertheim-Rosenberg die Herrschaft in Kleinheubach übernahm,  bildete sich im 18. Jahrhundert die Keimzelle einer kleinen katholischen Gemeinde, die ihre Gottesdienste in der Schlosskapelle feierte. Durch die Ansiedlung von Heimatvertriebenen nach dem Zweiten Weltkrieg wuchs die katholische Gemeinde. Seit 1949 hat Kleinheubach wieder eine katholische Pfarrei.

### Jüdische Gemeinde
Eine jüdische Gemeinde bestand in Kleinheubach bis 1942. Es ist denkbar, dass bereits im Mittelalter Juden vereinzelt oder vorübergehend in Kleinheubach gelebt haben. 1677 wird in der Bürgermeisterrechnung Kleinheubachs erstmals ein Schutzjude erwähnt. Eine organisierte jüdische Gemeinde existierte spätestens seit dem frühen 18. Jahrhundert. Der Status als Schutzjude garantierte neben dem Recht auf Niederlassung und Berufsausübung auch eine gewisse Autonomie in innerjüdischen Angelegenheiten. Dazu musste an das örtliche Fürstenhaus neben einer Gebühr für den Erwerb des Schutzbriefs auch eine jährliche Sondersteuer gezahlt werden. 1850 wurde die besondere Judensteuer abgeschafft. Der Höhepunkt der jüdischen Einwohnerzahl lag im 19. Jahrhundert. 1837 wurden 145 jüdische Einwohner gezählt, das waren 9,2 % der damaligen Bevölkerung.  1881 zählte man 151 jüdische Einwohner.  Durch Auswanderung nach Nordamerika und Wegzug in die Städte ging danach die Zahl der Jüdinnen und Juden in Kleinheubach stark zurück. 1933 zählte man nur noch 36 Personen. Von diesen wurden mindestens 14 in der Shoah ermordet. Die letzten Juden Kleinheubachs wurden 1942 deportiert. Am 30. April 1942 meldete der Kleinheubacher Bürgermeister beim Miltenberger Landrat Kleinheubach als "judenfrei". An Verfolgung, Deportation und Ermordung der Kleinheubacher Juden erinnert heute eine Gedenkstätte hinter dem Alten Rathaus.

#### Synagoge

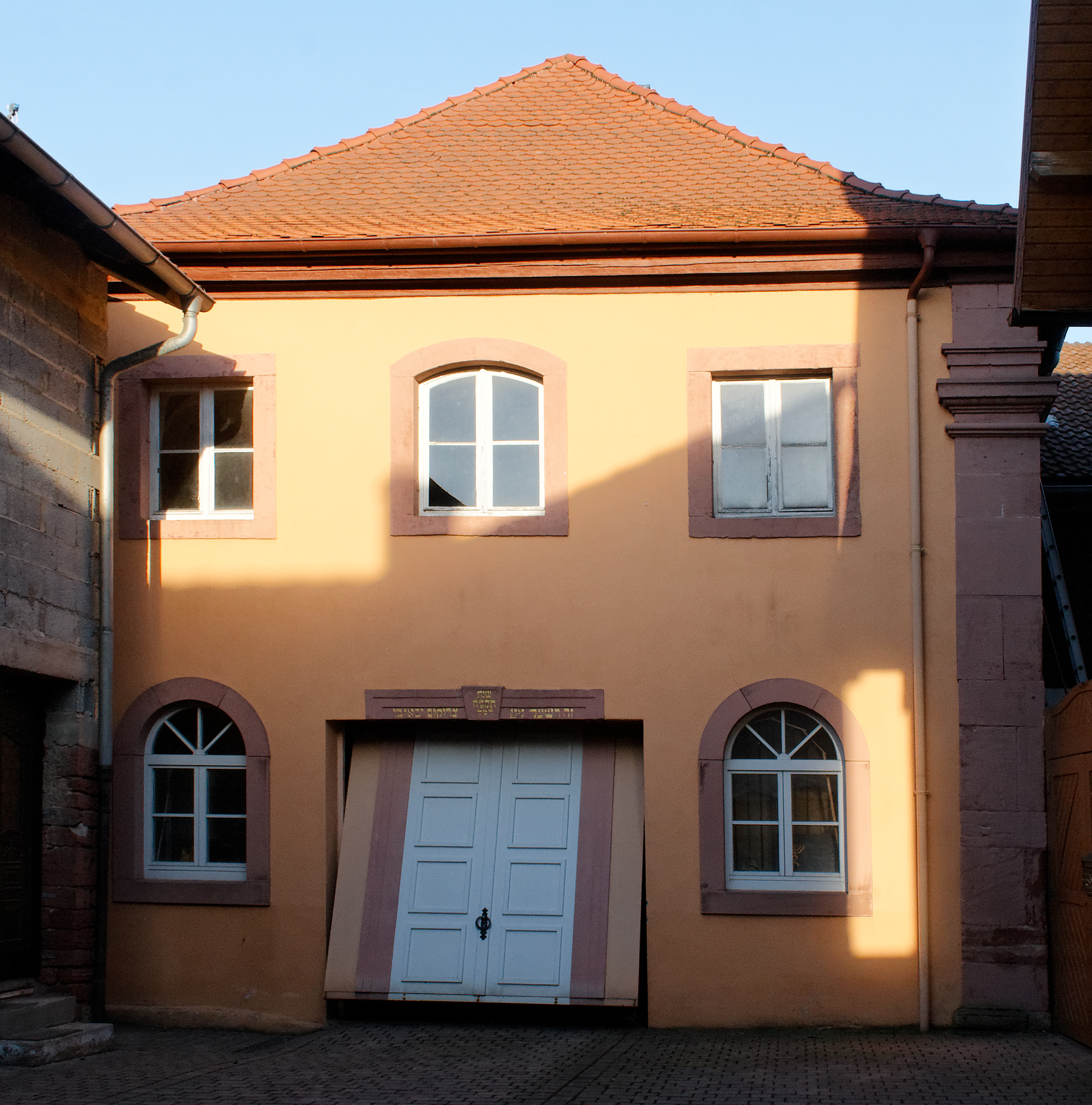
Synagoge Kleinheubach mit dem originalen Türsturz. Das moderne Tor versucht optisch die Originalsituation wiederzugeben.

1726 wurde eine Synagogengemeinschaft mit den Schutzjuden des benachbarten Laudenbach gebildet. Dies macht es sehr wahrscheinlich, dass zu diesem Zeitpunkt ein gemeinschaftlicher Gebetsraum existierte. Schriftliche Quellen belegen für das 18. Jahrhundert in Kleinheubach Betsäle in Privathäusern, bis 1749 im Haus eines Raphael, ab 1760 im Haus des Löw Abraham. Aufgrund des Wachstums der jüdischen Gemeinde beschließt man 1797 eine neue Synagoge zu bauen. Wegen Streitigkeiten über die Finanzierung erfolgt der Bau erst 1808. Es entsteht ein Mehrzweckensemble aus Synagoge und Nebengebäude in der heutigen Gartenstraße (vormals Judengasse). Die Architektur der Synagoge greift Elemente des nahegelegenen Schlosses auf. Als Steinbau hob sich die Synagoge von der übrigen, hauptsächlich in Fachwerk ausgeführten, Wohnbebauung des Ortskerns ab. Der Innenraum der Synagoge bestand aus einem 6 m hohen Saal mit Emporen auf drei Seiten.
Der Innenraum der Synagoge wurde beim Novemberpogrom 1938 verwüstet. 1940 erwarb die Gemeinde Kleinheubach das Gebäude von der israelitischen Kultusgemeinde und baute es zum Feuerwehrgerätehaus um. Davon zeugt heute noch ein auf das Dach aufgesetzter Schlauchturm. Seit 1969 ist die Synagoge in Privatbesitz. 1993 wurde der alte Türsturz wieder an seinen Platz gesetzt und die Fassade renoviert.

#### Friedhof

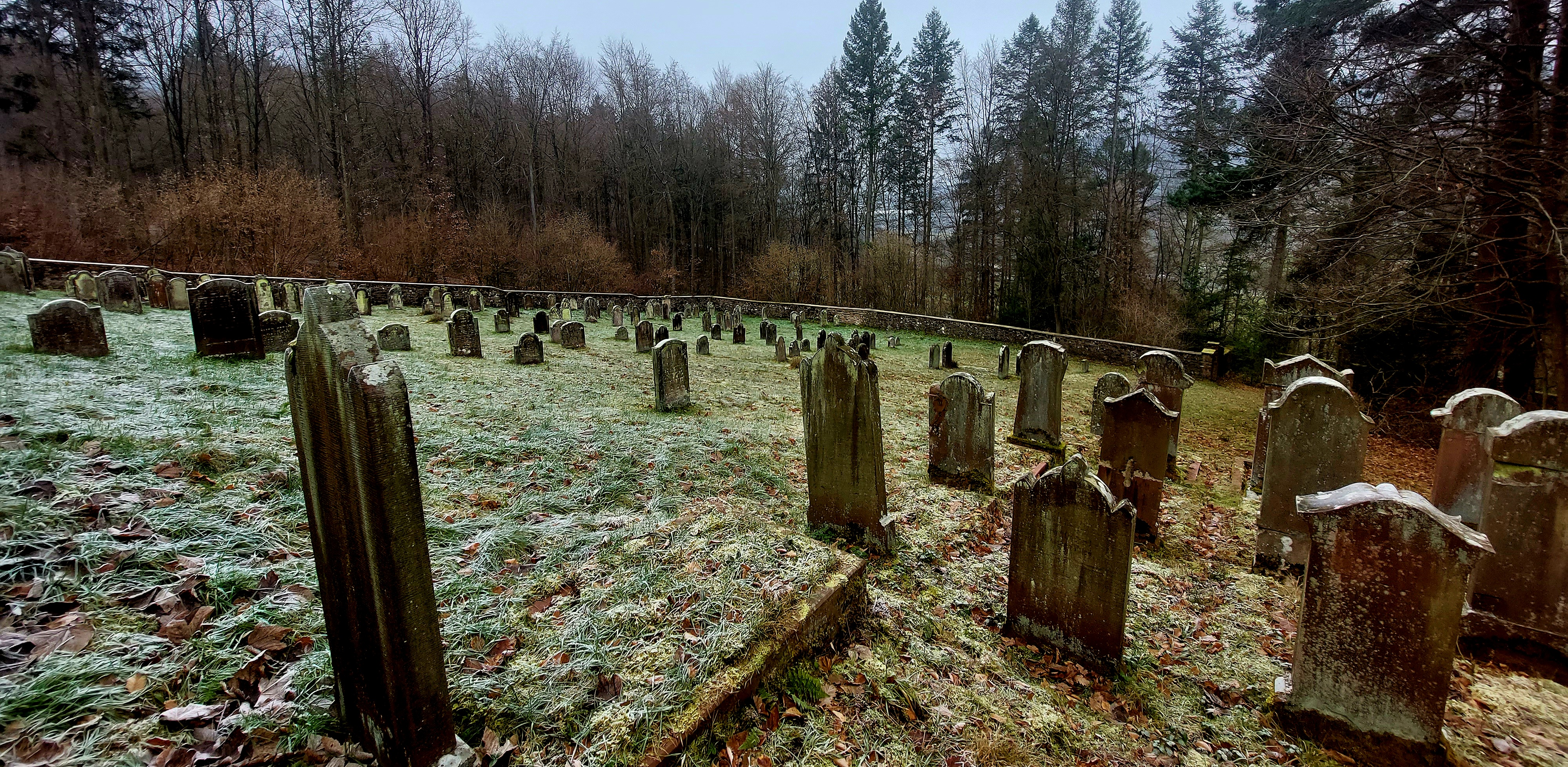
Jüdischer Friedhof Kleinheubach

Aus dem Jahr 1730 stammt der jüdische Friedhof des Ortes. Er wurde in den Jahren 1764, 1835 und 1889 erweitert. Er liegt zwischen Kleinheubach und Laudenbach im Wald und umfasst heute eine Fläche von 2860 m². Neben Kleinheubacher jüdischen Einwohnern sind dort auch jüdische Einwohner aus Laudenbach und Großheubach beerdigt. Der Friedhof besteht aus zwei Teilen, einem älteren und einem neueren Teil, die rechtwinklig zueinander angeordnet sind.

#### Mikwe
Nachweislich gab es eine Mikwe (jüdisches Ritualbad) schon 1825 im Keller des Hauses des Vorsängers. Aufgrund von Rügen der Obrigkeit wegen Hygiene-Mängeln wurde 1838  eine neue Mikwe am Rüdenauer Bach errichtet.  Sie wurde wohl bis 1926 genutzt und  1935 an einen Privatmann verkauft, der sie als  als Gartenhaus und Abstellraum nutzte. Die Mikwe wurde in den Jahren 1991 und 1992 renoviert und ist als Denkmal öffentlich zugänglich. Neben der Mikwe erinnert ein Gedenkstein an die Opfer des Nationalsozialismus.

#### Elementarschule
1830 wurde eine jüdische Elementarschule in Kleinheubach eröffnet, die ihren Ort im Nebengebäude an der Nordwestseite der Synagoge hatte. Diese Schule wurde aber bald zu klein. 1876 drängten sich rund 30 Schülerinnen und Schüler in dem zu kleinen Schulzimmer. Manche mussten stehen, weil sie keinen Sitzplatz hatten. Ein Umbau der Schule 1878–1879 brachte keine nachhaltige Lösung der Raumprobleme. Daher erwarb die jüdische Gemeinde 1906 ein Wohnhaus (heute Poststr 13) als Lehrerwohnung. Im Garten wurde ein Schulsaal errichtet, der 1912 in Betrieb genommen wurde. Doch schon 1922 verfügte die Regierung die Schließung der Schule aufgrund zu niedriger Schülerzahlen. 1939 musste die jüdische Gemeinde das Schulhaus verkaufen.

## Politik und Öffentliche Verwaltung
Die Gemeinde ist Mitglied der Verwaltungsgemeinschaft Kleinheubach.

### Marktgemeinderat
Der Marktgemeinderat von Kleinheubach hat 17 Mitglieder: 16 ehrenamtliche Mitglieder und den Bürgermeister. Die Kommunalwahl am 15. März 2020 führte zu folgendem Ergebnis für die Zusammensetzung des ehrenamtlichen Marktgemeinderats:
| Partei / Liste                           | Stimmenanteil | Sitze |
| Christlich-Soziale Union in Bayern (CSU) | 16,1 %        | 2     |
| SPD Bayern (SPD)                         | 36,0 %        | 6     |
| Freie Wähler Kleinheubach (FW)           | 24,7 %        | 4     |
| Wir für Kleinheubach (WIR)               | 23,2 %        | 4     |

### Bürgermeister
Thomas Münig (SPD) wurde am 29. März 2020 zum Ersten Bürgermeister gewählt.
| Die Bürgermeister von Kleinheubach |                         |    |           |
| 1.                                 | Hans Fehr der Alte      | um | 1400      |
| 2.                                 | Fritz Dippolt           | um | 1470      |
| 3.                                 | Hans Fehr der Junge     | um | 1499      |
| 4.                                 | Hartmuth Bleichenbecker |    | 1499–1513 |
| 5.                                 | Leonhardt Straub        | um | 1523      |
| 6.                                 | Fritz Straub            |    | 1543–1547 |
| 7.                                 | Stephan Straub          | um | 1561      |
| 8.                                 | Bastian Geiszler        | um | 1563      |
| 9.                                 | Lukas Lauth             |    | 1573–1577 |
| 10.                                | Hans Heinrich Gewandt   |    | 1596–1602 |
| 11.                                | Conrad Becker           |    | 1602–1604 |
| 12.                                | Conrad Albert           |    | 1604–1606 |
| 13.                                | Dionysios Jost          |    | 1606–1627 |
| 14.                                | August Koch             |    | 1630–1632 |
| 15.                                | Christmann Rudolph      |    | 1636–1640 |
| 16.                                | Hans Kuhn               |    | 1640–1654 |
| 17.                                | Kaspar Köhler           |    | 1654–1690 |
| 18.                                | Hans Jörg Bechtoldt     |    | 1690–1700 |
| 19.                                | Caspar Bechtoldt        |    | 1700–1730 |

| Die Bürgermeister von Kleinheubach |                            |                            |           |
| 20.                                | Mathes Bortscher           |                            | 1730–1765 |
| 21.                                | Johann Christian Bechtoldt | Johann Christian Bechtoldt | 1766–1790 |
| 22.                                | Anton Fertig               |                            | 1790–1812 |
| 23.                                | Andreas Rexroth            |                            | 1812–1817 |
| 24.                                | Johann Friedrich Dauphin   |                            | 1817–1863 |
| 25.                                | Franz Zink                 |                            | 1863–1871 |
| 26.                                | Johann Philipp Dingeldein  |                            | 1871–1890 |
| 27.                                | Georg Heinrich Zink        |                            | 1890–1894 |
| 28.                                | Johann Philipp Reichert    |                            | 1894–1911 |
| 29.                                | Jakob Friedrich Müller     |                            | 1911–1920 |
| 30.                                | Jakob Brandau              |                            | 1920–1933 |
| 31.                                | Jakob Zink                 |                            | 1933–1945 |
| 32.                                | Heinrich Jäger             |                            | 1946–1966 |
| 33.                                | Heinrich Morgenroth        |                            | 1966–1968 |
| 34.                                | Theo Lippert               |                            | 1968–1978 |
| 35.                                | Bernhard Holl              |                            | 1978–1990 |
| 36.                                | Kurt Schüßler (SPD)        |                            | 1990–2008 |
| 37.                                | Stefan Danninger (FW)      |                            | 2008–2020 |

### Wappen
| Wappen von Kleinheubach | Blasonierung: „In Silber auf goldenem Dreiberg ein golden bewehrter roter Löwe.“ |
| Wappen von Kleinheubach | Wappenbegründung: Der Löwe findet sich auch im Familienwappen der Fürsten von Löwenstein-Wertheim-Rosenberg, welche die Herrschaft Kleinheubach 1731 durch Kauf von den Grafen von Erbach übernahmen. Kleinheubach führt seit dem 19. Jahrhundert ein eigenes Wappen. |

## Kultur und Sehenswürdigkeiten

### Historischer Altort und Schloss
Der historische Altort Kleinheubachs mit dem angrenzenden Schloss ist ein geschütztes historisches Ensemble. Es ist ein "eindrucksvolles Beispiel für die Symbiose eines herrschaftlichen Sitzes mit einem bäuerlichen Markt".

#### Schloss Löwenstein

Schloss Löwenstein

Das Schloss der Fürsten zu Löwenstein wurde in den Jahren 1721–1732 unter Fürst Dominik Marquard von Löwenstein-Wertheim-Rosenberg im Barockstil erbaut. Der Bamberger Baumeister Johann Dientzenhofer arbeitete nach Plänen von Louis Remy de la Fosse. Nach Beschädigungen im Zweiten Weltkrieg mietete die Deutsche Bundespost den größten Teil des Schlosses und baute es zu einer Schulungsstätte aus. Seit wenigen Jahren ist das Schloss ein Tagungshotel. In einem Nebengebäude befindet sich eine Vinothek.

#### Kirchenburg
Bei dem Ensemble rund um die Kirche lässt sich von einer Kirchenburg sprechen, die heute jedoch stark überbaut ist. Leicht erhöht am Ufer des Mains, von Hochwassern geschützt, war diese Anlage der Ursprung und lange Zeit der Mittelpunkt von Kleinheubach.

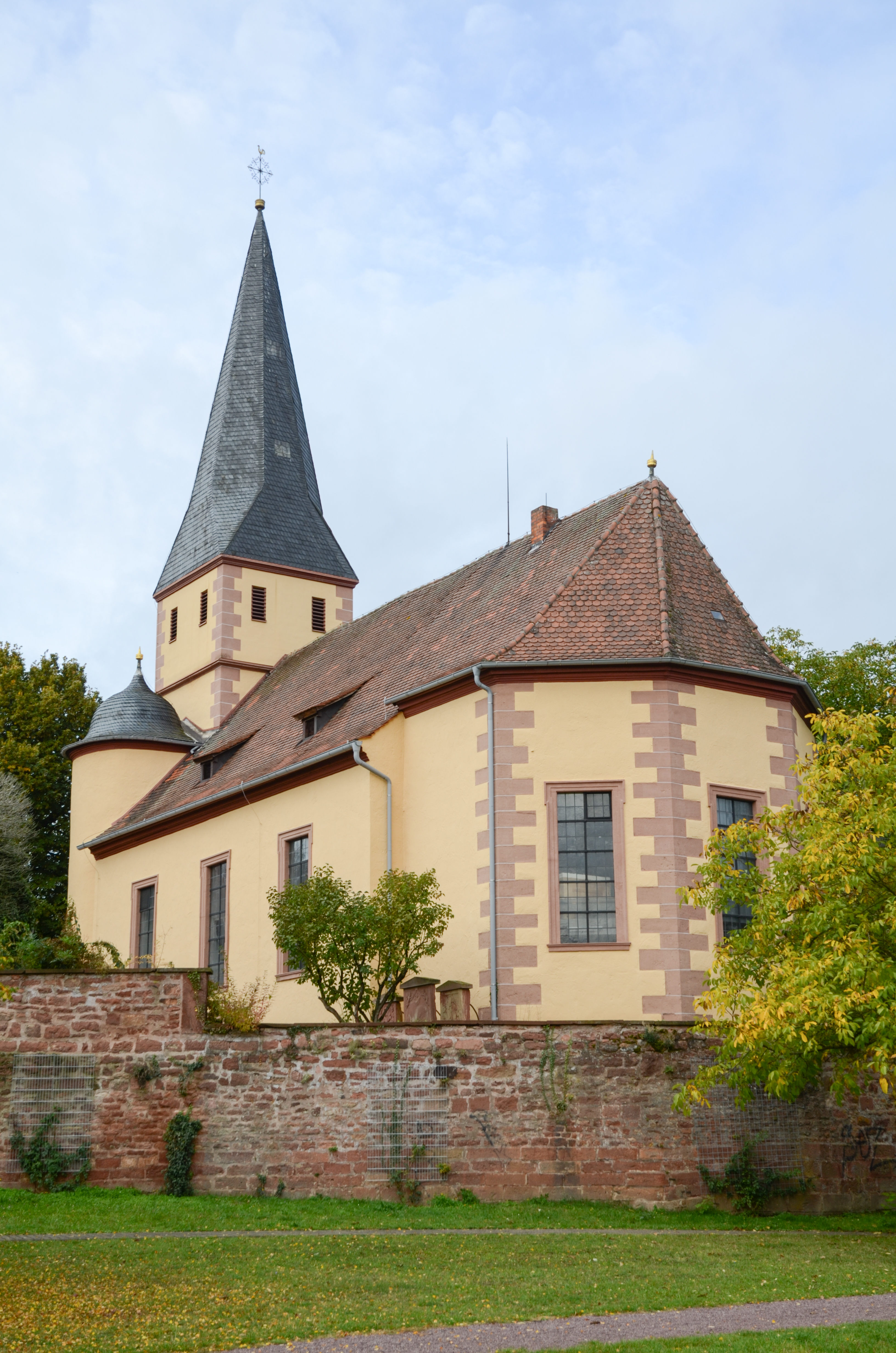
Kirchenburg Kleinheubach, Blick auf die Befestigungsmauer vom Main.

Hauptbestandteil der Anlage war das feste Haus der Grafen von Rieneck, höchstwahrscheinlich eine mittelalterliche Turmburg, die urkundlich erstmals 1260 erwähnt wird und sich an der südöstlichen Ecke des Ensembles befand. Das feste Haus wurde 1874 abgerissen und durch die heutige Alte Schule überbaut.
Zum Main hin ist das Ensemble durch eine mächtige Mauer abgegrenzt, die an die mittelalterliche Ortsmauer anschließt. Inwieweit die Anlage einen wehrhaften Charakter hatte, bleibt aufgrund der vielen baulichen Veränderungen unklar. Gottlieb Wagner spricht in seiner Ortsgeschichte von Kleinheubach von einem "Wehrgang", den er zum Teil selbst abgerissen habe. Heute lassen sich keine wehrhaften Elemente wie Schießscharten o.ä. finden.
An der Südseite der Kirchenburg befinden sich drei Gaden mit Kellern, die auf das beginnende 17. Jahrhundert datiert sind. Dies ist nur ein kleiner Rest der für Kirchenburgen typischen Gaden. Gottlieb Wagner spricht in seiner Ortsgeschichte von ursprünglich "16 Gadums". Rings um die Kirche war bis ins 13. Jahrhundert ein Friedhof. Höhergestellte Personen wurden bis ins 18. Jahrhundert in der Kirche begraben, wovon Grabtafeln zeugen, die nun auf dem Kirchhof aufgestellt sind, sich aber einst in der Kirche befanden.

##### Evangelische Pfarrkirche St. Martin
Die evangelisch-lutherische Pfarrkirche St. Martin inmitten des Kirchenburgensembles wurde in den Jahren 1706–1710 im Stil des Barock errichtet. Bauherr war Graf Philipp Ludwig von Erbach mit seiner Frau, der Gräfin Albertine Elisabeth von Waldeck und Pyrmont. Über dem Haupteingang der Kirche befindet sich das Wappen der Bauherren.
Die Turmuhr aus dem Jahr 1707 ist mit den Wappen der ehemaligen Landesherren von Kleinheubach versehen. Eines der Wappen gehörte Philipp dem Älteren, Graf von Rieneck, der 1556 in Kleinheubach die Reformation einführte.
Zur künstlerischen Ausgestaltung der Kirche gehören Fresken, die noch Teil eines Vorgängerbaus sind. Ein Stein im Kirchturm aus dem ehemaligen Römerkastell Altstadt stellt Herkules dar. Das Altarbild zeigt die Geburt Christi, ein seltenes Motiv für einen Altar. Der Chorraum ist auf halber Höhe mit Einlegearbeiten aus Nussbaumholz ausgekleidet. Die Orgel ist eine Rekonstruktion des Werks des Orgelbaumeisters Johann Christian Dauphin, der aus Thüringen stammte und sich in Kleinheubach niederließ. Original erhalten ist noch der barocke Orgelprospekt.

##### Vorgängerbauten
Fest steht, dass die heutige Kirche mindestens die dritte Kirche an diesem Ort ist. Die Vorgängerkirche wurde im Jahr 1455 errichtet, wie eine Inschrift am Kirchturm belegt. Von ihr ist noch der Kirchturm erhalten mit Fresken, die u. a. St. Martin und St. Wendelin zeigen. Das Kirchenschiff wurde im Dreißigjährigen Krieg massiv in Mitleidenschaft gezogen und drohte einzustürzen, so dass es 1706-1710 durch den heutigen Barockbau ersetzt wurde.
Aus der Geschichte des Untergangs des mittelalterlichen Nachbarortes Wallhausen lässt sich schließen, dass die Vorgängerkirche von 1455 bis 1706 auch schon einen Vorläufer gehabt haben muss. Nach dem Fall Wallhausens 1247 wurde nämlich die Pastorei der dortigen Kirche nach Kleinheubach übertragen, was zwingend das Vorhandensein einer Kirche voraussetzt. Vermutlich handelte es sich um eine Hauskapelle der Grafen von Rieneck. Aus ihr ist heute lediglich eine Glocke erhalten, die auf das 14. Jahrhundert datiert wird.

#### Weitere Bauwerke

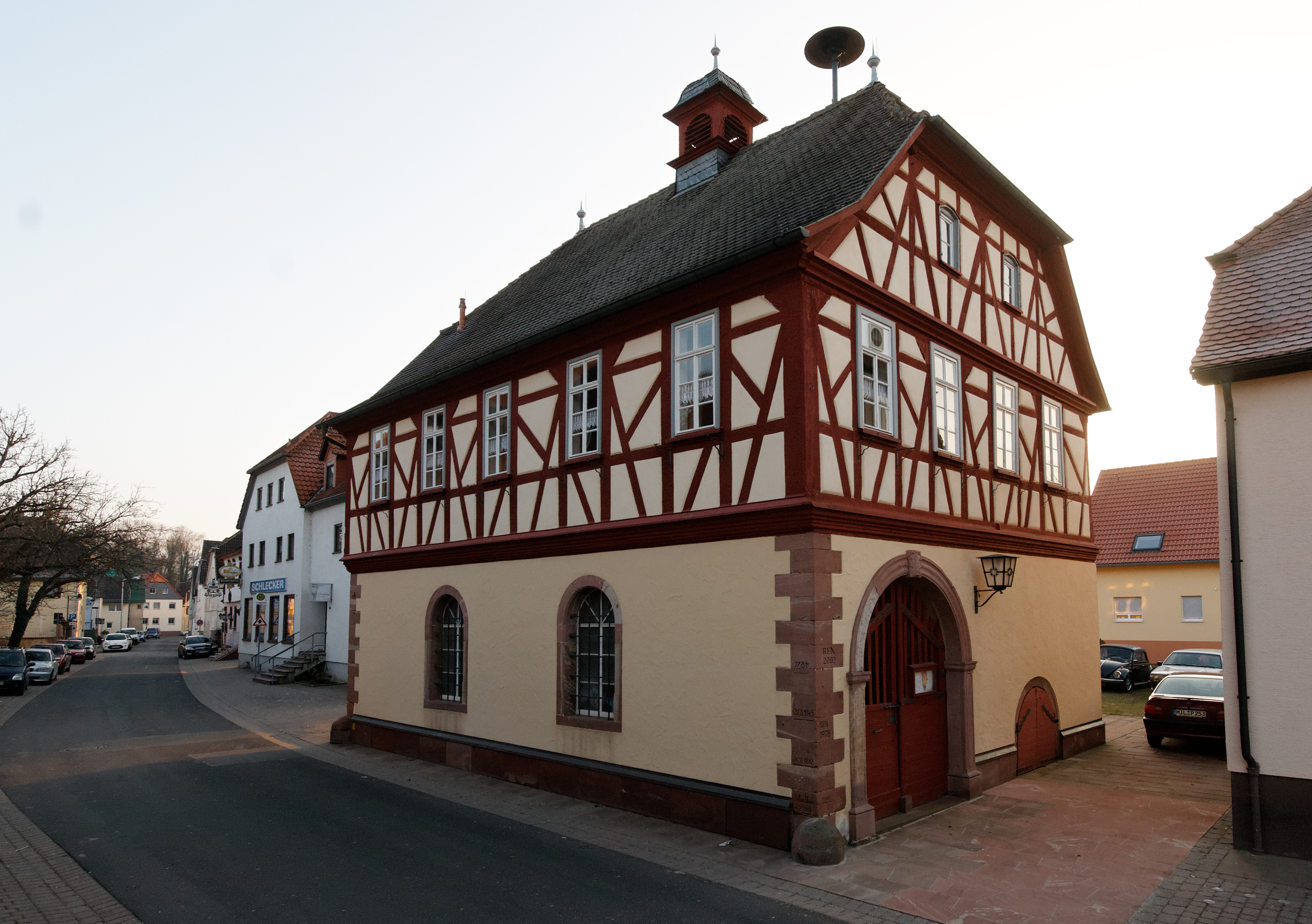
Altes Rathaus

Aus dem Jahr 1727 stammt das alte Rathaus, ein Fachwerkbau, der gegenüber der Kirche St. Martin liegt. Das Gebäude wurde in den Jahren 1984 sowie 2001/2002 und 2020 umfangreich renoviert. Die Räume werden heute für kulturelle Zwecke genutzt. An einem Eckpfeiler sind historische Hochwasserstände des Mains markiert.
Die katholische Kirche Heiligste Dreifaltigkeit wurde in den Jahren 1954–1956 nach Plänen des Dombaumeisters Hans Schädel erbaut. Sie hat einen dreieckigen Grundriss und einen frei stehenden Kirchturm. Die Kirche wurde 1986 innen renoviert. 1998 wurden die Kirchenglocken erneuert.

#### Siedlungsentwicklung
Der Altort Kleinheubachs besteht aus einem Straßenviereck, das sich  im Verlaufe der Jahrhunderte entwickelt  hat.

##### Kleinheubach vor 1600
Der Ursprung Kleinheubachs kann in der mittelalterlichen Kirchenburg in Verbindung mit dem Festen Haus der Grafen von Rieneck angenommen werden.  Aus diesem Ursprung entwickelte sich zunächst ein langgestrecktes Straßendorf, das sich im Oval um die heutige Marktstraße erstreckte und von einer Ringmauer umgeben war. Die Straße war Teil der alten Reichsstraße zwischen Frankfurt und Nürnberg. An den Ortseingängen gab es Tore. Das obere Tor führte Richtung Miltenberg, das untere Tor Richtung Laudenbach, das Fahrtor zum Fährübergang nach Großheubach und dem Eselsweg. Große Teile der Ringmauer stehen heute noch. Von den Toren ist nur das Fahrtor erhalten geblieben.

##### Kleinheubach im 17. und 18. Jahrhundert
Mit dem Bau der Georgenburg durch den Grafen vor Erbach, die ungefähr an der Stelle des heutigen Schloss Löwensteins stand, wurde Kleinheubach entscheidend erweitert. Es entstand die heutige Baugasse. Hier fanden die sogenannten „Burgplätzler“ ein Zuhause. Von den Höfen sind noch einige Torbögen erhalten.
Gleichzeitig wurde die alte Reichsstraße außerhalb des damaligen Ortes gelegt und es entsteht die heutige Hauptstraße (damals Laudenbacher Straße), die aber zunächst noch nicht bebaut wurde.

##### Der Altort Kleinheubachs im 19. Jahrhundert
Erste Hälfte des 19. Jahrhunderts erfolgte der Bau der Bachgasse und damit der Lückenschluss zum Straßenviereck.  Gleichzeitig entstehen Funktionsgebäude des fürstlichen Hofes: In der Baugasse  der klassizistische Dienerbau, an der heutigen Hauptstraße der fürstliche Reitstall (Hofgarten) und das Herrschaftsgericht. Das am Ende der Baugasse stehende „Hirschtor“ wurde  in der zweiten Hälfte des 19. Jahrhunderts abgebrochen.

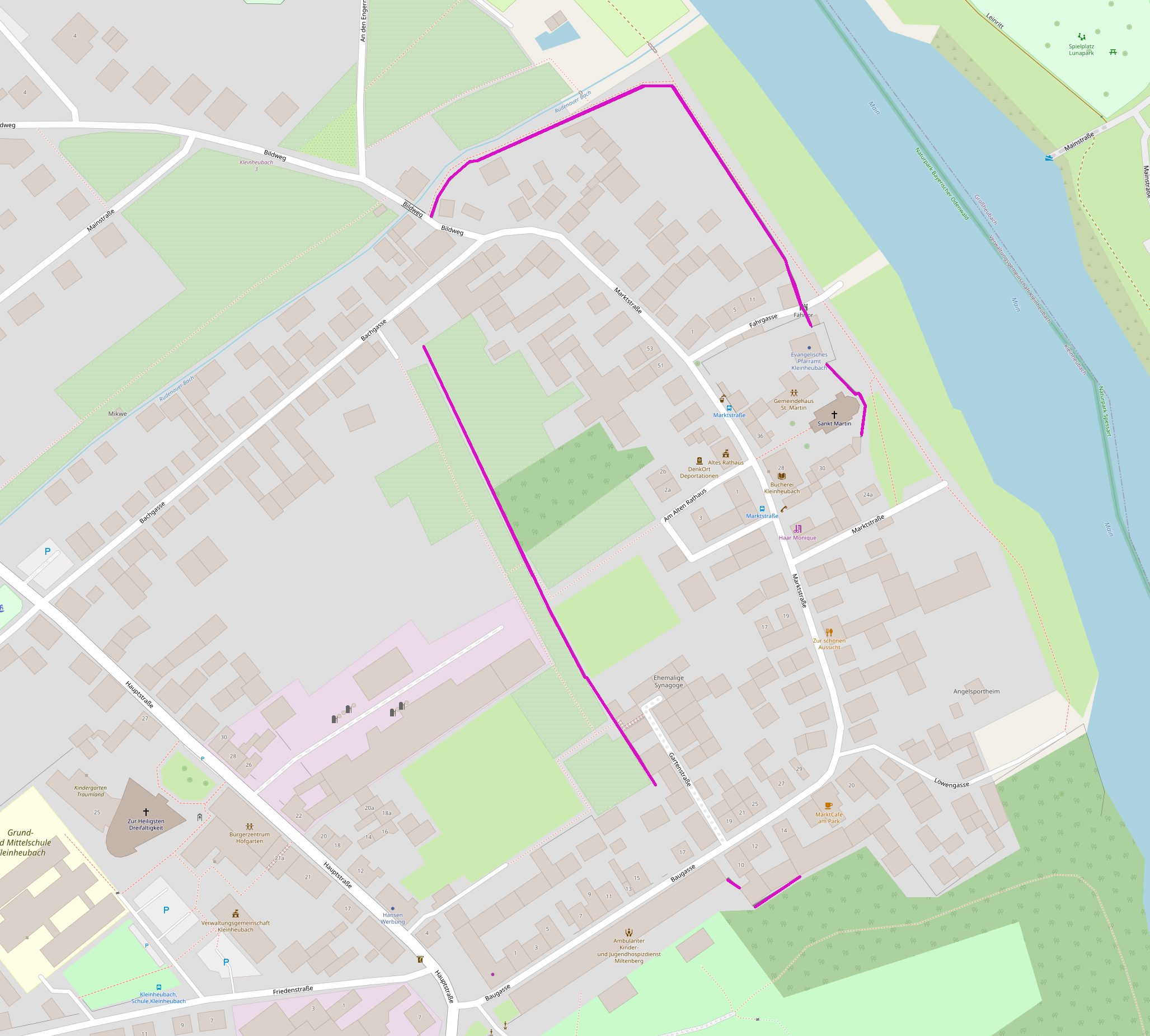
Die heutigen Reste der Ortsmauer zeigen den Umriss des spätmittelalterlichen Straßendorfs.
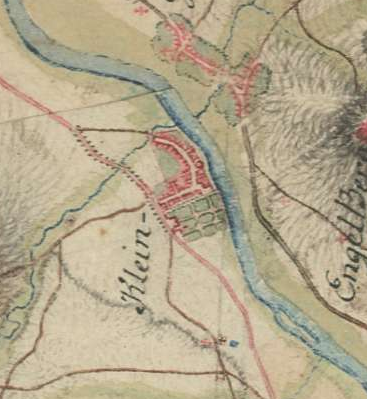
Die Schmitt’sche Karte Ende des 18. Jahrhunderts zeigt die Veränderung durch den Bau von Baugasse und Laudenbacher Straße (heute Hauptstraße)
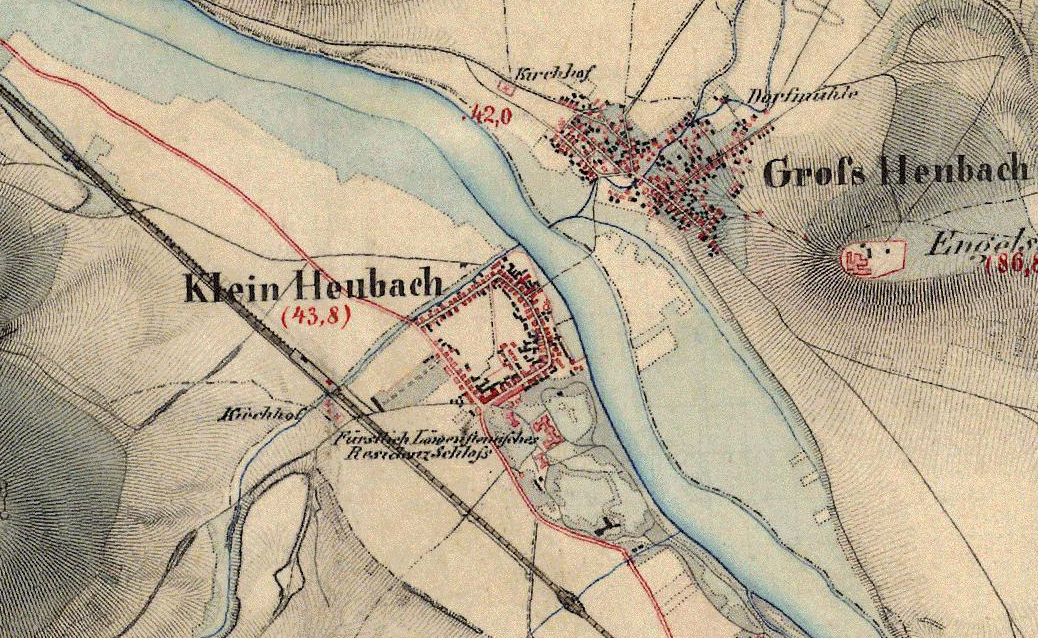
Mitte des 19. Jahrhunderts ist das Straßenviereck des Altorts voll ausgebildet. Quelle: Bayerische Uraufnahme 1808-1864, Blatt Miltenberg

### Museum

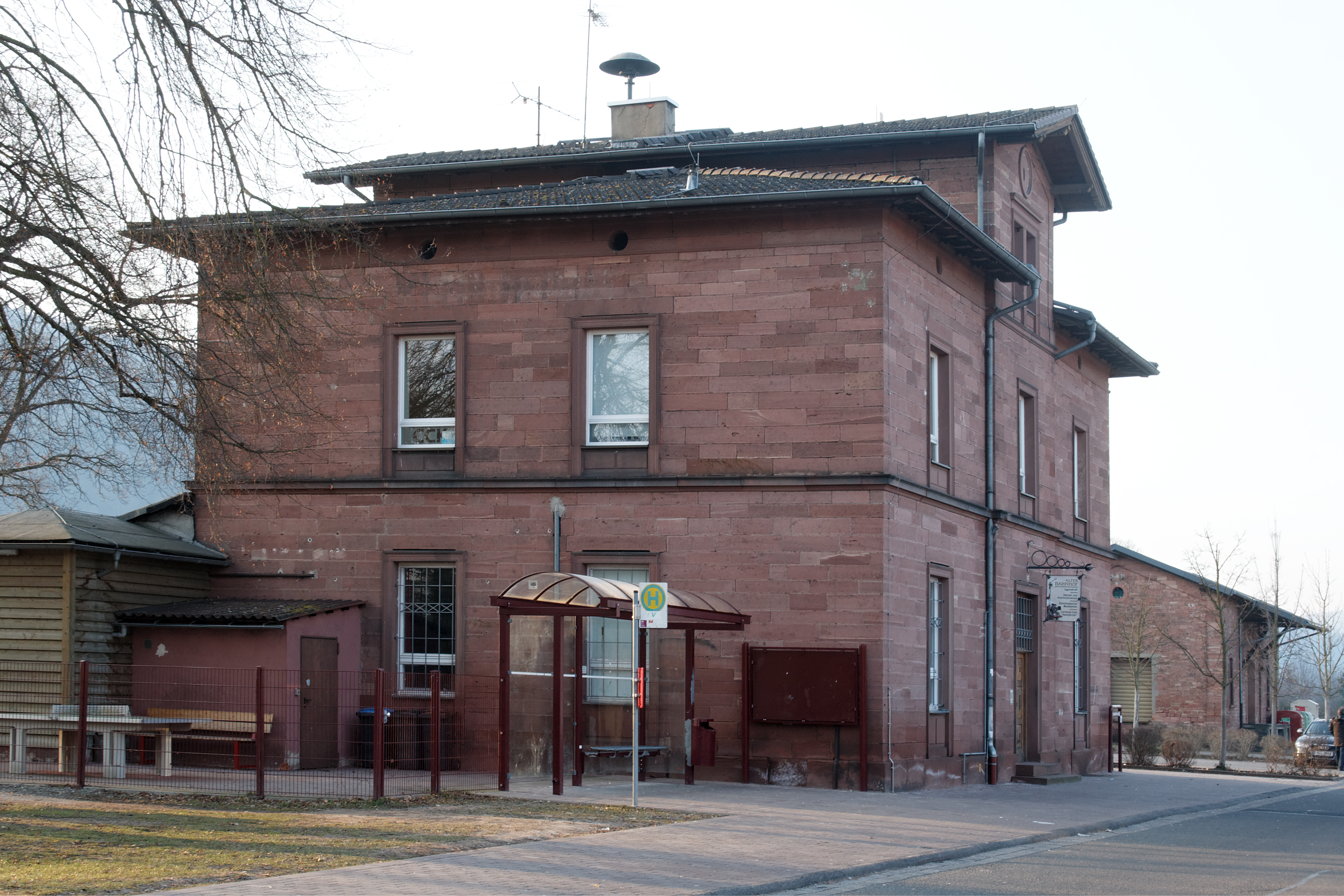
Ehemaliger Bahnhof, jetzt Heimatmuseum und Jugendtreff

Im ehemaligen Empfangsgebäude des Bahnhofs befindet sich ein kleines Heimatmuseum. Der Heimat- und Geschichtsverein stellt die geschichtliche Entwicklung des Ortes dar und zeigt handwerkliche Objekte und Gegenstände aus ortsansässigen Betrieben, unter anderem aus der Keramikfabrik. Seit dem Jahre 2010 befindet sich auch eine Bildergalerie mit Kurzvita der jeweiligen Bürgermeister, aller Ehrenbürger und bekannten Persönlichkeiten des Marktes im Eingangsbereich des Museums.

### Parks
Der Park von Schloss Löwenstein erstreckt sich am Main entlang etwa drei Kilometer weit bis nach Miltenberg. Er ist öffentlich zugänglich, obwohl das Gelände in Privatbesitz ist. Man betritt den Park durch das sogenannte Löwentor. Die zu beiden Seiten über Sockeln liegenden Löwenfiguren aus Sandstein sind ein Werk des Bildhauers Heinrich Philipp Sommer (klassizistisch, bez. 1819).

## Wirtschaft und Infrastruktur

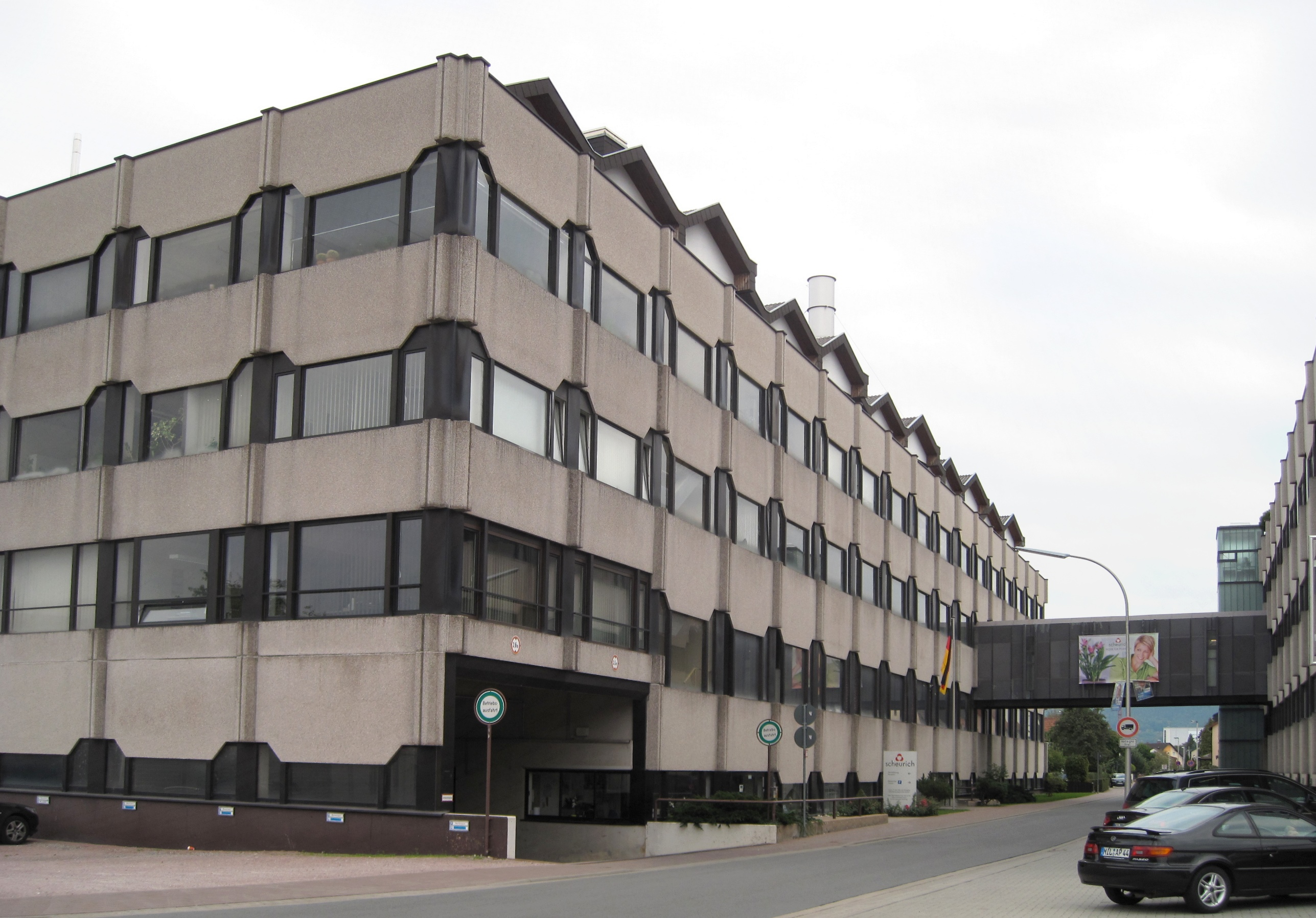
Scheurich an der Gottlieb-Wagner-Straße

In Kleinheubach gibt es mehr als 2000 Arbeitsplätze.
Ein Schwerpunkt ist das verarbeitende Gewerbe. Das Bayerische Landesamt für Statistik und Datenverarbeitung nennt für 2022 dreizehn Betriebe der Größenordnung mehr als 20 Beschäftigte. Diese dreizehn Betriebe hatten zusammen 1670 Beschäftigte. Der größte Arbeitgeber des Orts ist die Scheurich GmbH & Co KG, die mit rund 350 Mitarbeitern Pflanzgefäße und Übertöpfe aus Keramik herstellt und weltweit verkauft.

### Verkehr
Durch die Bundesstraße 469 ist Kleinheubach an das Fernstraßennetz angeschlossen. Die Bundesstraße führt als Umgehung an der Gemeinde vorbei. Die nächsten Autobahnanschlüsse zur A 3 sind Stockstadt (36 km) und Wertheim/Lengfurt (45 km). Seit 1974 verbindet eine Brücke über den Main die Märkte Kleinheubach und Großheubach.
Kleinheubach ist ein Haltepunkt der Bahnstrecke Aschaffenburg–Miltenberg. Die Züge der Westfrankenbahn fahren montags bis freitags etwa einmal pro Stunde in jede Richtung, an den Wochenenden ungefähr im Zwei-Stunden-Takt. Das ehemalige Bahnhofsgebäude wird als Jugendtreff, Heimatmuseum und als Haus der Vereine genutzt.
Montags bis freitags verkehrt die Regionalbuslinie 85 der Verkehrsgemeinschaft am Bayerischen Untermain.
Die Bundeswasserstraße Main spielt als Verkehrsweg für Kleinheubach keine Rolle. Auf der Kleinheubacher Mainseite liegt zwar die Schleuse Heubach, im Ortsbereich gibt es jedoch lediglich einen Anlegesteg eines Kanuvereins. Der Binnenhafen in Aschaffenburg ist 36 km entfernt. In Kleinheubach befindet sich der amtliche Pegel mit der Messstellen-Nr.: 24064003. Die Wasserstände werden automatisch zur Auswertung per Datenfernübertragung an das Wasserstraßen- und Schifffahrtsamt Aschaffenburg gesendet. Die Messdaten und Auswertungen können beim Hochwassernachrichtendienst Bayern online abgefragt werden.
Der Flughafen Frankfurt Main ist 77 km entfernt, der Regionalflugplatz Mainbullau 7 km.

### Radfernwege
Durch den Ort führen folgende Radwanderwege:
- Der 225 km lange 3-Länder-Radweg führt als Rundweg durch das Dreiländereck von Hessen, Baden-Württemberg und Bayern. Entlang von Mümling, Neckar und Main erkundet die Route den Odenwald.
- Der Deutsche Limes-Radweg führt von Bad Hönningen durch Westerwald, Taunus und Odenwald zum 818 Kilometer entfernten Regensburg und orientiert sich dabei am historischen Verlauf des Obergermanisch-Raetischen Limes.
- Der Main-Radweg führt von den beiden Quellen des Mains entlang des Flusses bis zu dessen Mündung in den Rhein bei Mainz. Er hat eine Gesamtlänge von etwa 600 Kilometern.
- Die D-Route D5 (Saar-Mosel-Main). Sie führt über 1021 Kilometer von Saarbrücken über Trier, Koblenz, Mainz, Frankfurt am Main, Würzburg und Bayreuth bis zur tschechischen Grenze.

### Bildung
In Kleinheubach gibt es eine Grundschule mit 273 Schülern (im Schuljahr 2021/2022) und zwei Kindertageseinrichtungen mit 180 Kindern (2022).
Ein Schulverband mit den Gemeinden Laudenbach und Rüdenau besteht seit 1969. Seit dem Schuljahr 2010/2011 bildet der Schulverband Kleinheubach einen Mittelschulverbund mit dem Schulverband Amorbach und dem Markt Großheubach. Realschule, Gymnasium und Berufsschule befinden sich in Miltenberg.

## Persönlichkeiten

### Ehrenbürger
- Joseph von Schork (1829–1905), geboren in Kleinheubach, Ehrenbürger seit 1891, römisch-katholischer Erzbischof des Erzbistums Bamberg von 1890 bis 1905
- Gottlieb Wagner (1858–1940), evangelischer Pfarrer und Heimatforscher, Verfasser der Kleinheubacher Ortsgeschichte, Ehrenbürger seit 1926
- Jakob Heintz (1863–1935), Ehrenbürger seit 1929
- Wilhelm Kahl (1849–1932), geboren in Kleinheubach, Ehrenbürger seit 1929, deutscher Rechtswissenschaftler und Politiker (DVP), MdR, Präsident des Deutschen Juristentages
- Aloys zu Löwenstein-Wertheim-Rosenberg (1871–1952), geboren in Kleinheubach, Ehrenbürger seit 1951, Präsident des Zentralkomitees der deutschen Katholiken
- Karl zu Löwenstein-Wertheim-Rosenberg (1904–1990), geboren in Kleinheubach und Carolina zu Löwenstein-Wertheim-Rosenberg (1904–1975), Ehrenbürger seit 1954
- Heinrich Jäger (13. April 1901–14. September 1983), Ehrenbürger seit 1974, Bürgermeister 1945–1966
- Franz Frömel (11. Januar 1922–7. September 1997), Ehrenbürger seit 1992, katholischer Pfarrer 1964–1996
- Bernhard Holl (9. Mai 1927–2. April 2011), Ehrenbürger seit 2001, Bürgermeister 1978–1990, erster hauptamtlicher Bürgermeister Kleinheubachs 1984–1990[53]
- Alois Konstantin Fürst zu Löwenstein (* 16. Dezember 1941), Ehrenbürger seit 2021, herausragendes Engagement für zahlreiche soziale und kirchliche Institutionen

Quelle: Gemeinde Kleinheubach

### Söhne und Töchter der Gemeinde
- Heinrich von Hinckeldey (1793–1852), großherzoglich-badischer Kavallerieoffizier
- Konstantin zu Salm-Reifferscheidt (1798–1856), großherzoglich badischer Offizier
- Konstantin zu Löwenstein-Wertheim-Rosenberg (1802–1838), Aristokrat und Publizist
- Constantin von Waldburg-Zeil (1807–1862), Fürst von Waldburg zu Zeil und Trauchburg, königlich Württembergischer Standesherr
- Wilhelm Völker (1811–1873), Maler
- Arnold Heller (1840–1913), Mediziner, Pathologe und Hochschullehrer
- Wilhelm Kahl (1849–1932), Rechtswissenschaftler, Hochschullehrer und Politiker (DVP)
- Michael von Braganza (1853–1927), portugiesischer Thronprätendent
- Felix zu Löwenstein-Wertheim-Rosenberg (1907–1986), Jesuitenpater, theologischer Autor und Publizist
- Jakob von und zu Eltz (1921–2006), Präsident des Rheingauer Weinbauernverbandes
- Helmut Kahlert (1927–2009), Sozialwissenschaftler und Uhrenhistoriker
- Norbert Walter (1944–2012), Professor und Direktor im Institut für Weltwirtschaft, Sprecher der Deutschen Bank Frankfurt
- Herma Koehn (* 1944), Schauspielerin und Hörspielsprecherin
- Torsten Fenslau (1964–1993), Musikproduzent und Disc Jockey

## Kurioses
Ein „Hanjörg“ war ein ungeübter, untalentierter und schlecht bewaffneter Landsknecht. Seit dem 1. Oktober 1790 werden die Kleinheubacher „Hanjörche“ genannt. Kaiser Leopold II. zog mit seinem Gefolge von Wien durch das Maintal zur Krönung nach Frankfurt. Für jede Ortschaft war es eine hohe Ehre „Die Krone“ durch ihr Gemeindegebiet zu begleiten. Der Löwensteinische Hofkanzler von Hinckeldey stand mit 30 Grenadieren und 90 Bürgern bereit um das Geleit zu übernehmen. „Platz gemacht oder es gibt ein Blutbad“ riefen die 1000 Mann kurfürstlich-mainzischer Soldaten sowie einige hundert Miltenberger Bürger und beschimpften die Kleinheubacher. Diese versuchten an den Kronwagen heranzukommen um wenigstens ihr Recht symbolisch wahrzunehmen. Sie wurden beschimpft und mit Fausthieben und Gewehrkolbenstößen zurückgedrängt. Auf dem Rückweg zogen die meist betrunkenen Miltenberger randalierend zum Schloss, beleidigten den Fürsten, schlugen Fenster ein und verhöhnten die Kleinheubacher mit ihrem Spottnamen: „Die Hanjörche haben doch nur Weiberschürzen an!“